# Peach-Pit
Peach-Pit (ピーチ・ピット Pīchi Pitto) er en kvindelig mangaka duo i Japan, bestående af Banri Sendo (千道 万里 Sendō Banri) og Shibuko Ebara (えばら 渋子 Ebara Shibuko). Deres gruppes navn er udledt fra diner hangoutet fra Tv-serien Beverly Hills 90210.[kilde mangler] Selvom de begge har samme tengestil, er det i visse tilfælde muligt at identificere hvem af de to der har tegnet. Begge er kendt for deres bishōjo-stil. De vandt Kodansha Manga Award 2008 for børnemanga med Shugo Chara!.
De har brugt tre forskellige kunstnernavne, men valgte til sidst at bruge Peach-Pit som deres grundlæggende navn.[kilde mangler]

## Værker

### Manga
| Navn                                         | Bind udgivet            | Noter                                                        |
| -------------------------------------------- | ----------------------- | ------------------------------------------------------------ |
| DearS                                        | 8                       | Afsluttet                                                    |
| Rozen Maiden                                 | 8 (Serie 1) 1 (Serie 2) | Nuværende                                                    |
| Zombie-Loan                                  | 10                      | Nuværende                                                    |
| Shugo Chara!                                 | 9                       | Nuværende                                                    |
| Peach-Pit's Three Titles Collaboration Comic |                         | En mini-tegneserie udgivet i det tredje bind af Rozen Maiden |
| Mizutama                                     |                         | Samlet i "Momo-no-Tane - Peach-Pit Early Collection"         |
| Prism Palette                                |                         | Samlet i "Momo-no-Tane - Peach-Pit Early Collection"         |
| Smooth Criminal[kilde mangler]               |                         | Nuværende                                                    |

### Illustrationssamlinger
- Momo-no-Tane - Peach-Pit Early Collection
- Peach-Pit illustration collection DearS

### Roman illustrationer
- Splash! by Makoto Sanda
- Neo Kowloon by Kazuyuki Takami